# Полет 092 на „Бритиш Мидленд Еъруейс“
Полет 092 на „Бритиш Мидленд Еъруейс“ е редовен международен пътнически полет от летище „Лондон Хийтроу“, Лондон, Англия, до международното летище „Белфаст“, Белфаст, Северна Ирландия, управляван от „Бритиш Мидленд Еъруейс“. На 8 януари 1989 г. самолетът „Боинг 737-4Y0“, който изпълнява полета, се разбива върху насип между магистрала M1 и път A453 близо до Кегуърт, Лестършър, Англия, докато се опитва да направи аварийно кацане на летище „Ийст Мидлендс“. От 118 пътници на борда, 39 са убити в катастрофата, а 8 умират по-късно от нараняванията си. Всички 8 членове на екипажа оцеляват.
Разследването установява, че по време на полет лопатка от компресора на левия двигател се отделя, причинява повреда и през климатичната система нахлува дим в самолета. Пилотите обаче изключват десния двигател, защото са обучени на по-ранните модели на 737 и не знаят, че 737-400 използва различна система. Капитанът няма начин да провери визуално двигателите от пилотската кабина, а кабинният екипаж не го информира, че димът и пламъците идват от левия двигател. По време на захода за кацане повреденият двигател напълно се възпламенява, защото пилотите повишават тягата към него, така машината не достига пистата и се разбива преди нея, като се разделя на три отделни части.
Анализът показва, че лопатките са подложени на необичайни количества вибрации, когато работят при високи настройки на мощността над 3000 м. Капитанът и първият офицер са уволнени след критики относно действията им, но авиокомпанията малко по-късно сключва споразумение за несправедливо уволнение с първия офицер. Оценката на щетите довежда до значителни подобрения в безопасността на самолета и инструкциите за аварийни ситуации за пътниците.
Греъм Пиърсън, който помага на оцелелите на мястото на катастрофата в продължение на три часа, съди авиокомпанията за посттравматично стресово разстройство и получава обезщетение от 57 000 лири през 1998 г. Инцидентът често е наричан Въздушната катастрофа в Кегуърт. Това е първата загуба на самолет „Боинг 737-Класик“ и първият фатален инцидент с участието на този модел самолети.